# Eboracum
Eboracum est une ancienne cité fortifiée romaine de la province de Bretagne. Elle était située à l'emplacement actuel de la ville de York, dans le Yorkshire du Nord (Angleterre).

## Anecdote
Le nom de la ville de New York se traduit parfois Novum Eboracum en latin contemporain, en raison de ces racines historiques,.